# Alexander Alexandrowitsch Wedernikow

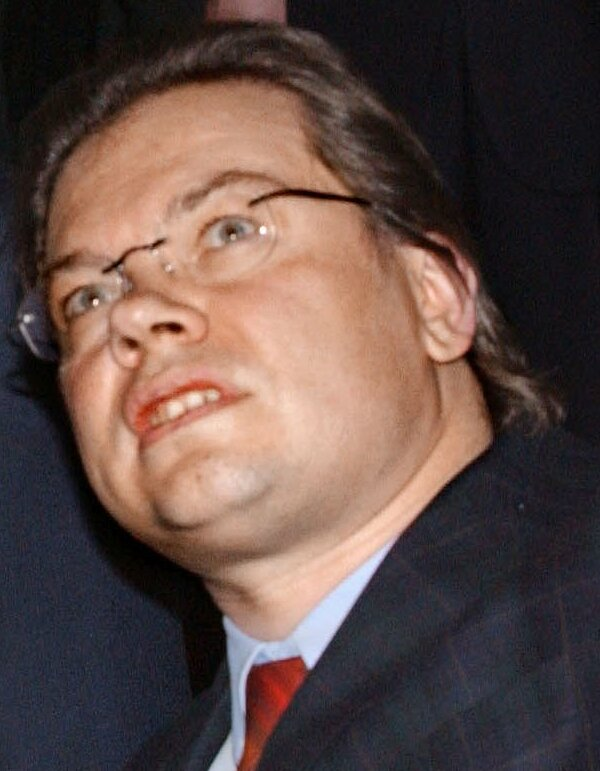
2005

Alexander Alexandrowitsch Wedernikow (russisch Александр Александрович Ведерников, wiss. Transliteration Aleksandr Aleksandrovič Vedernikov; * 11. Januar 1964 in Moskau, Sowjetunion; † 29. Oktober 2020 ebenda, Russland) war ein sowjetischer bzw. russischer Dirigent.
Alexander Wedernikow wurde 1964 in ein musikalisches Elternhaus hineingeboren. Sein Vater Alexander Filippowitsch Wedernikow war Bass-Sänger am Bolschoi-Theater, seine Mutter Natalja Gurejewa Professorin für Orgel am Moskauer Konservatorium. Er selbst studierte an genanntem Konservatorium und beendete dort 1990 seine postgradualen Studien.
Von 1988 bis 1990 wirkte Wedernikow am Moskauer Stanislawski- und Nemirowitsch-Dantschenko-Musiktheater. Von 1988 bis 1995 war er zweiter Dirigent und Assistent des Chefdirigenten Wladimir Fedossejew beim Tschaikowsky-Symphonieorchester des Moskauer Rundfunks. 1995 gründete er das Russian Philharmonic Orchestra. Er war bis 2004 künstlerischer Direktor und Chefdirigent dieses Klangkörpers.
Von 2001 bis 2009 wirkte Wedernikow als Musikdirektor und erster Dirigent des Bolschoi-Theaters. Hier erarbeitete er u. a. 2007 eine Neuproduktion von Boris Godunow in Mussorgskis Original-Orchestration. Von 2009 bis 2018 war er Chefdirigent des Odense Symphony Orchestra. 2018 wurde er Chefdirigent am Königlich Dänischen Theater in Kopenhagen, 2019 außerdem Musikdirektor und Chefdirigent am Michailowski-Theater in Sankt Petersburg.
Alexander Wedernikow starb am 29. Oktober 2020 unter Komplikationen mit einer SARS-CoV-2-Infektion während der COVID-19-Pandemie in Russland im Alter von 56 Jahren in Moskau.